# Spoorlijn 109
Spoorlijn 109 was een Belgische spoorlijn die Cuesmes via Lobbes met Chimay verbond. De lijn was 78,1 km lang.

## Geschiedenis
Deze lijn is ontstaan als verbinding tussen de reeds bestaande lijnen 108, 110 en 111 er werd in verschillende fases geopend.
Reizigersverkeer tussen Cuesmes en Lobbes werd opgeheven op 30 september 1962, tussen Lobbes en Chimay op 31 mei 1964. Nadien bleef er goederenverkeer op de baanvakken Cuesmes - Vellereille-le-Sec, Lobbes - Strée en Sivry - Chimay tot 1971.
De spoorlijn werd nooit geëlektrificeerd.

## Huidige toestand
Het gedeelte Thuin-Ouest - Biesme-sous-Thuin is heraangelegd op meterspoor door de ASVi, met trammuseum in Thuin-Ouest. De rest van de lijn is intussen volledig opgebroken, nadat het gedeelte Cuesmes - Harmignies nog lange tijd aanwezig was gebleven als enkelsporige goederenlijn.
Er werd een RAVeL fiets- en wandelpad in beton/asfalt op de bedding aangelegd :
- van Estinnes tot 1,5 Km voor de Samber bij Lobbes (13 Km).
- van Thuin tot Robechies N53 (42 Km).
- van Robechies N595 tot Chimay (3 Km).

## Stations
Enkele stationsgebouwen bestaan nog, onder meer het mooi gerestaureerde station van Sivry, met langs het perron vier L-rijtuigen: daarin is het 'Centre permanent d'étude de la nature' ondergebracht.

## Aansluitingen
In de volgende plaatsen was er een aansluiting op de volgende spoorlijnen:
Cuesmes
Spoorlijn 96 tussen Brussel-Zuid en Quévy
Spoorlijn 98 tussen Bergen en Quiévrain
Faroeulx
Spoorlijn 108 tussen Y Mariemont en Erquelinnes
Lobbes
Spoorlijn 130A tussen Charleroi-Centraal en Erquelinnes
Thuillies
Spoorlijn 111 tussen Thuillies en Laneffe
Chimay
Spoorlijn 156 tussen Momignies en Hastière

## Galerij

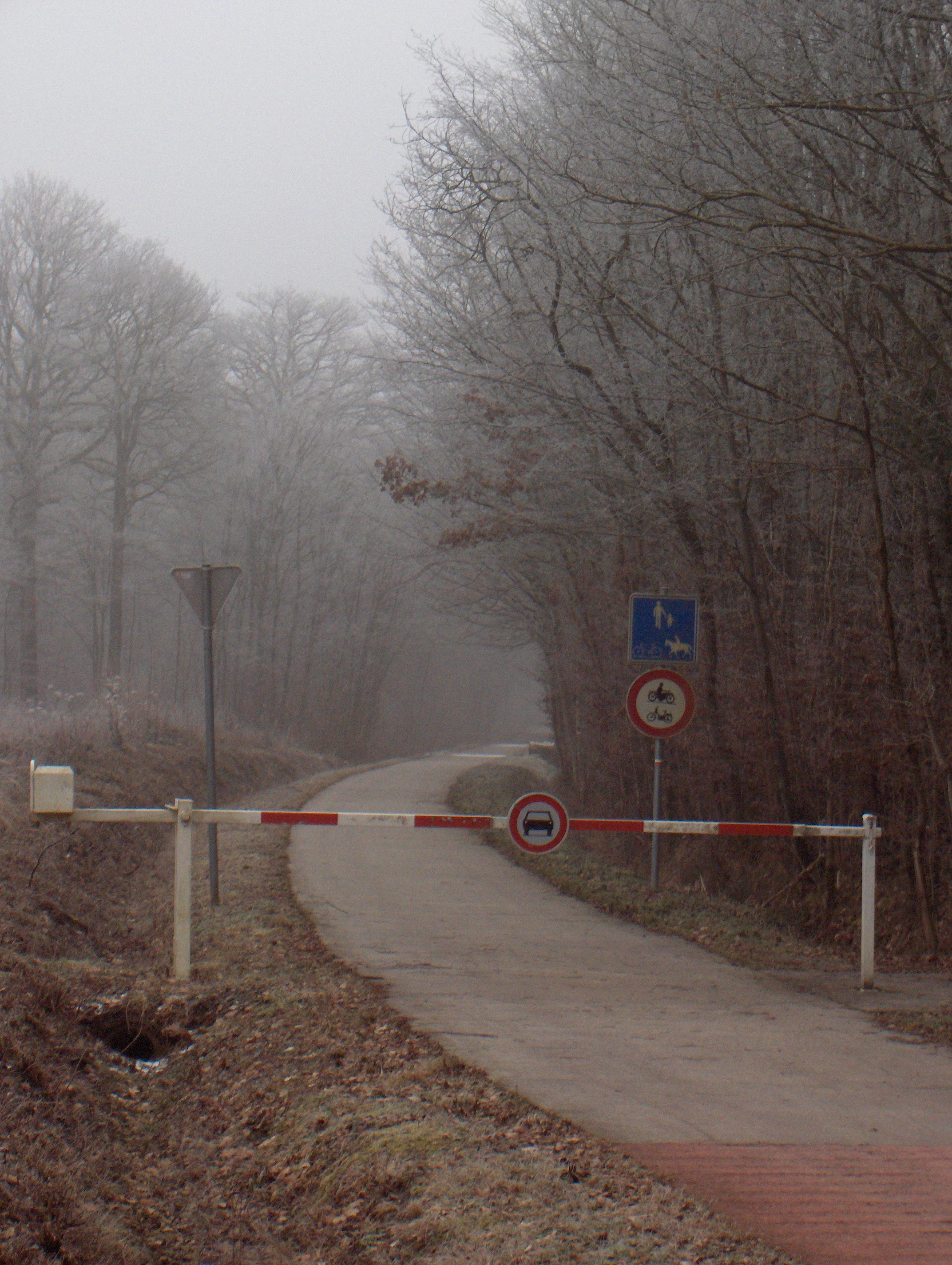
RAVeL fietspad tussen Chimay en Froidchapelle
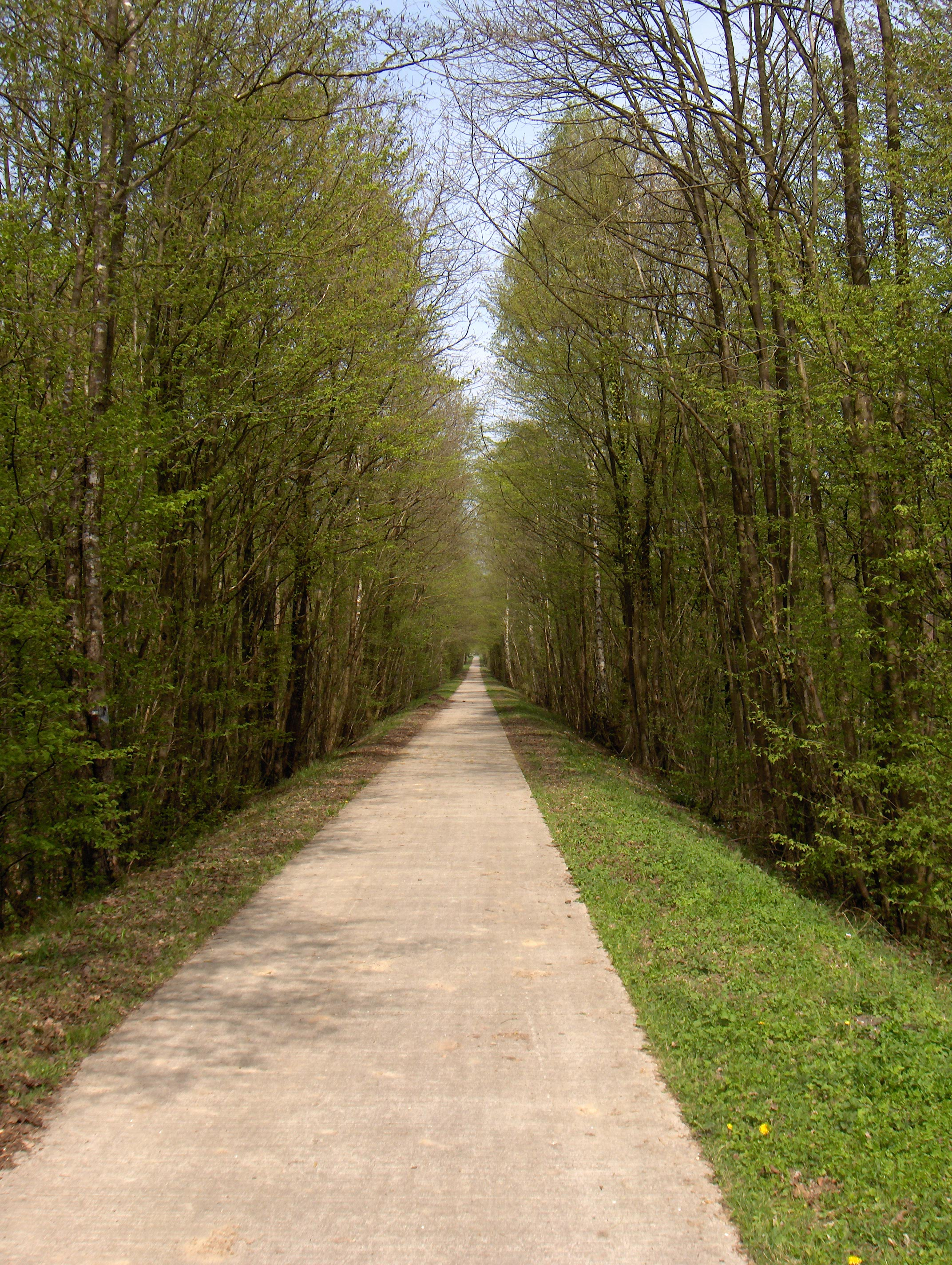
RAVeL fietspad door het Bois de la Fagne